# Haydée Bozán
Haydée Bozán fue una actriz, corista, y vedette argentina. Fue hermana de las actrices Sofía Bozán y Elena Bozán, y prima de Olinda Bozán.

## Carrera
Al igual que sus hermanas, Haydée Bozán intervino en varios roles secundarios en numerosos films durante la época dorada del cine argentino. Trabajó  con estrellas de la talla de Pepe Arias, Mario Soffici, Charlo, José Gola, Miguel Gómez Bao, Juan Siches de Alarcón, Alicia Vignoli, Nedda Francy, Eduardo Morera, Felipe Farah, Carlos Dux, Elena Guido, entre otros. Intervino además en una película protagonizada por Amanda Ledesma.
Con su impactante figura y su cabello rubio, se dedicó desde los seis años a la danza, y formó una famosa dupla como segunda vedette y bailarina junto a su hermana Elena, integrando Las 30 caras bonitas del Teatro Porteño en 1924. Esto atrajo la atención de un por entonces muy joven Adolfo Bioy Casares, quien le propuso una cita.
Ya grande, se dedicó a la industria de sus propios perfumes, que llevaban su nombre, y un negocio llamado "Moda Bozán".

## Filmografía
- 1928: La borrachera del tango
- 1936: Puerto Nuevo
- 1938: El último encuentro[4]

## Teatro
En 1925 acompañó a la actriz cómica y cancionista Amanda Falcón, con Mariano Orsi, José Vittori, José Harold, Warly Ceriani, Elena Bozán y Waly Wais.
Llegó  a integrar en 1930 el famoso Lido de París, por su gran calidad como bataclana. 
En 1933 hizo la obra Esta noche es nochebuena en el Teatro Sarmiento, con Sofía Bozán, Tito Lusiardo, Francisco Charmiello, Totón Podestá, Aída Olivier, Vicente Forastieri, Fernando Campos, entre otros.
En 1935 hizo Revistas varias, con libro de Luis César Amadori y Antonio Botta y con un elenco integrado por Pepe Arias, Gloria Guzmán, Aída Olivier, Sofía Bozán, Marcos Caplán, Juan Carlos Thorry, Alicia Barrié, Rosarillo de Triana y Julien de Meriche.